# Културно-уметничко друштво
Културно-уметничко друштво (скраћено КУД) је удружење које окупља чланове, претежно аматере, ради неговања, очувања, развијања и јавног представљања елемената културе и уметности, са посебним нагласком на фолклор и традиционално стваралаштво једног народа или краја. КУД-ови су веома распрострањени у Србији и другим земљама бивше Југославије, где представљају важне носиоце културног живота, посебно у локалним заједницама.

## Историјски развој
Корени културно-уметничких друштава сежу у XIX век, када се оснивају прва читаонице, певачка друштва и соколска друштва, која су имала за циљ просвећивање народа и неговање националне културе. У Краљевини Србији и касније Краљевини Југославији, оваква удружења су играла значајну улогу у културном животу.
Највећи процват културно-уметничка друштва доживљавају у периоду социјалистичке Југославије (након 1945. године), када држава систематски подстиче културно-уметнички аматеризам као део своје културне политике. Тада се оснива велики број КУД-ова у градовима, селима, при фабрикама и школама, са циљем да се култура учини доступном најширим слојевима становништва и да се подстакне активно учешће у културном животу. КУД-ови су често били смештени у домовима културе.
Иако се број КУД-ова смањио након распада Југославије и током транзиционог периода, многа друштва су наставила са радом, чувајући традицију и прилагођавајући се новим условима.

## Организација и секције
Културно-уметничка друштва су обично организована као удружења грађана, са својим статутом, органима управљања (скупштина, управни одбор) и чланством које је углавном аматерско, мада често имају и стручне руководиоце секција (кореографе, диригенте, музичке педагоге).
Типичне секције унутар КУД-а су:
- Фолклорна секција: Најчешће најмасовнија секција, бави се увежбавањем и извођењем народних игара (кола) и песама из различитих крајева. Посебна пажња се посвећује аутентичности народних ношњи.
- Народни оркестар: Прати фолклорну секцију, али може имати и самосталне наступе. Састав оркестра варира, али често укључује хармонику, виолину, кларинет, контрабас, удараљке, као и традиционалне народне инструменте.
- Певачка група (женска/мушка/мешовита): Негује традиционално изворно и вишегласно певање.
- Хор: Може изводити народне песме у хорским аранжманима, али и композиције уметничке музике.
- Тамбурашки оркестар: Посебно карактеристичан за Војводину и друге панонске крајеве.
- Драмска секција: Припрема и изводи позоришне представе, често дела домаћих аутора или комаде са мотивима из народног живота.
- Литерарна секција: Окупља љубитеље писане речи, организује књижевне вечери.
- Ликовна секција: Бави се сликарством, вајарством, примењеном уметношћу.

## Активности и репертоар
Основне активности културно-уметничких друштава су:
- Редовне пробе секција.
- Организовање концерата, представа и других јавних наступа у свом месту и на гостовањима.
- Учешће на смотрама фолклора, фестивалима и такмичењима у земљи и иностранству.
- Прикупљање, чување и презентација народних ношњи, инструмената, песама и игара.
- Организовање радионица и едукативних програма за своје чланове и ширу заједницу.
- Сарадња са другим КУД-овима и културним институцијама.

Репертоар КУД-ова је веома богат и разноврстан, са нагласком на очувању аутентичности и регионалних специфичности. У фолклорном делу, то су игре, песме и обичаји из различитих етнокореолошких подручја Србије (нпр. Шумадија, Врање, Косово и Метохија, источна Србија, западна Србија, Војводина) и ширег балканског простора.

## Значај за културу и заједницу
Културно-уметничка друштва имају велики значај за:
- Очување нематеријалног културног наслеђа: Преношење традиционалних знања и вештина (песме, игре, музика, обичаји, израда ношњи) на млађе генерације.[4]
- Развој културног аматеризма: Омогућавање широкој популацији, посебно младима, да се активно баве културом и уметношћу.
- Јачање локалног и националног идентитета.
- Друштвена кохезија: КУД-ови су често места окупљања и дружења, доприносећи повезивању људи у локалној заједници.
- Децентрализација културе: Представљају носиоце културног живота у мањим срединама.
- Промоција културе у иностранству: Гостовањима на међународним фестивалима, КУД-ови представљају културно наслеђе своје земље.

## КУД-ови у Србији данас
И данас у Србији делује велики број културно-уметничких друштава, од оних са дугом традицијом до новооснованих. Суочавају се са изазовима попут финансирања, обезбеђивања простора за рад, одржавања континуитета чланства (посебно међу младима) и стручног кадра. Многа КУД-ови су чланови савеза аматера на општинском, регионалном или републичком нивоу, који им пружају подршку и организују заједничке манифестације. Упркос тешкоћама, КУД-ови остају витални део културне сцене Србије.